# イーブス・エドワーズ
イーブス・エドワーズ（Yves Edwards、1976年9月30日 - ）は、バハマの男性総合格闘家。ナッソー出身。アメリカ合衆国テキサス州ザ・ウッドランズ在住。アメリカン・トップチーム所属。元HOOKnSHOOT世界ウェルター級王者。
ボクシング技術が高い打撃中心のファイターだが、寝技も得意。UFCとPRIDEに同時に出ていた時期があり、PRIDEでは「UFCの黒豹」と呼ばれていた。かつてUFC代表のダナ・ホワイトは「UFC王者に最も近い男」と評価していた。

## 来歴
2001年7月14日、HOOKnSHOOTミドル級（-76kg）タイトルマッチで王者アーロン・ライリーと対戦し、3-0の判定勝ちを収め王座獲得に成功した。後に地域王座が新設されるとエドワーズはウェルター級の元世界王者となっている。
2001年9月28日、UFC初参戦となったUFC 33でマット・セラと対戦し、判定負けを喫した。
2003年8月10日、初参戦となった修斗で川尻達也と対戦し、判定負けを喫した。
2004年はUFC 47でエルメス・フランカ、UFC 49ではジョシュ・トムソンを破った。しかしUFCがライト級の試合を組まなくなったため、タイトルマッチには辿り着かなかった。
2005年5月22日、PRIDE初参戦となったPRIDE 武士道 -其の七-で三島☆ド根性ノ助と対戦し、腕ひしぎ十字固めで一本勝ちを収めた。
2005年9月25日、PRIDE 武士道 -其の九-で行われたライト級（-73kg）トーナメント1回戦でヨアキム・ハンセンと対戦し、判定負けを喫した。
2006年4月2日、PRIDE 武士道 -其の拾-で池本誠知と対戦し、判定勝ちを収めた。
2006年7月8日、UFC 61でジョー・スティーブンソンと対戦し、額のカットによるTKO負け。この試合後、UFCからリリースされた。
2008年2月16日、EliteXCでエドソン・ベルトと対戦。タックルに来たところにカウンターで膝蹴りを入れKO勝ち。6月14日にはKJ・ヌーンズの持つ世界ライト級（-73kg）王座に挑戦し、右ストレートでダウンを奪われ、開始48秒でTKO負けを喫し王座獲得に失敗した。
2008年11月21日、初参戦となったStrikeforceでドゥエイン・ラドウィックと対戦し、0-3の判定負けを喫した。
2010年8月12日、Bellator初参戦となったBellator 24でルイス・パロミーノと対戦し、3-0の判定勝ちを収めた。

### UFC復帰
2010年9月15日、4年2か月ぶりのUFC参戦となったUFC Fight Night: Marquardt vs. Palharesでジョン・ガンダーソンと対戦し、3-0の判定勝ちを収めた。
2011年1月22日、UFC: Fight for the Troops 2でコーディ・マッケンジーと対戦し、チョークスリーパーで一本勝ち。ファイト・オブ・ザ・ナイトおよびサブミッション・オブ・ザ・ナイトを受賞した。
2012年12月8日、UFC on FOX 5でジェレミー・スティーブンスと対戦し、グラウンドの肘打ちでKO勝ち。ノックアウト・オブ・ザ・ナイトを受賞した。
2014年11月22日、UFC Fight Night: Edgar vs. Swansonでアクバル・アレオラと対戦し、腕ひしぎ十字固めで一本負け。2連敗となり試合後に引退を表明した。

## 戦績
| 総合格闘技 戦績 | 総合格闘技 戦績 | 総合格闘技 戦績 | 総合格闘技 戦績 | 総合格闘技 戦績 | 総合格闘技 戦績 | 総合格闘技 戦績 |
| --------------- | --------------- | --------------- | --------------- | --------------- | --------------- | --------------- |
| 66 試合         | (T)KO           | 一本            | 判定            | その他          | 引き分け        | 無効試合        |
| 42 勝           | 16              | 17              | 9               | 0               | 1               | 1               |
| 22 敗           | 4               | 6               | 12              | 0               | 1               | 1               |

| 勝敗 | 対戦相手                         | 試合結果                             | 大会名                                                            | 開催年月日     |
| ×    | アクバル・アレオラ               | 1R 1:52 腕ひしぎ十字固め             | UFC Fight Night: Edgar vs. Swanson                                | 2014年11月22日 |
| ×    | ピオトル・ホールマン             | 3R 2:31 リアネイキドチョーク         | UFC Fight Night: Henderson vs. Khabilov                           | 2014年6月7日   |
| －   | ヤンシー・メデイロス             | ノーコンテスト（薬物検査失格）       | UFC: Fight for the Troops 3                                       | 2013年11月6日  |
| ×    | ダロン・クルックシャンク         | 5分3R終了 判定1-2                    | UFC on FOX 8: Johnson vs. Moraga                                  | 2013年7月27日  |
| ×    | アイザック・ヴァリーフラッグ     | 5分3R終了 判定1-2                    | UFC 156: Aldo vs. Edgar                                           | 2013年2月2日   |
| ○    | ジェレミー・スティーブンス       | 1R 1:55 KO（グラウンドの肘打ち）     | UFC on FOX 5: Henderson vs. Diaz                                  | 2012年12月8日  |
| ×    | トニー・ファーガソン             | 5分3R終了 判定0-3                    | The Ultimate Fighter 14 Finale                                    | 2011年12月3日  |
| ○    | ハファエロ・オリヴェイラ         | 2R 2:44 TKO（パウンド）              | UFC Live: Cruz vs. Johnson                                        | 2011年10月1日  |
| ×    | サム・スタウト                   | 1R 3:52 KO（左フック）               | UFC 131: dos Santos vs. Carwin                                    | 2011年6月11日  |
| ○    | コーディ・マッケンジー           | 2R 4:33 チョークスリーパー           | UFC: Fight for the Troops 2                                       | 2011年1月22日  |
| ○    | ジョン・ガンダーソン             | 5分3R終了 判定3-0                    | UFC Fight Night: Marquardt vs. Palhares                           | 2010年9月15日  |
| ○    | ルイス・パロミーノ               | 5分3R終了 判定3-0                    | Bellator 24                                                       | 2010年8月12日  |
| ×    | マイク・キャンベル               | 5分3R終了 判定0-3                    | Moosin: God of Martial Arts                                       | 2010年5月21日  |
| ○    | デリック・ノーブル               | 1R 4:44 TKO（パンチ連打）            | MFC 24: HeatXC                                                    | 2010年2月26日  |
| ○    | カイル・ジェンセン               | 1R 2:44 TKO（パンチ連打）            | Raging Wolf 5: Mayhem in the Mist                                 | 2009年10月10日 |
| ○    | ジェームス・ウォーフィールド     | 2R 4:48 三角絞め                     | Shine Fights 2: ATT vs. The World                                 | 2009年9月4日   |
| ×    | ドゥエイン・ラドウィック         | 5分3R終了 判定0-3                    | Strikeforce: Destruction                                          | 2008年11月21日 |
| ×    | KJ・ヌーンズ                     | 1R 0:48 TKO（右ストレート→パウンド） | EliteXC: Return of the King 【EliteXC世界ライト級タイトルマッチ】 | 2008年6月14日  |
| ○    | エドソン・ベルト                 | 1R 4:56 KO（跳び膝蹴り）             | EliteXC: Street Certified                                         | 2008年2月16日  |
| ○    | アロンゾ・マルチネス             | 2R 3:04 チョークスリーパー           | HDNet Fights: Reckless Abandon                                    | 2007年12月15日 |
| ○    | ニック・ゴンザレス               | 1R 3:05 チョークスリーパー           | EliteXC: Renegade                                                 | 2007年11月10日 |
| ×    | ホルヘ・マスヴィダル             | 2R 2:59 KO（左ハイキック）           | BodogFight: Alvarez vs. Lee                                       | 2007年7月14日  |
| ×    | マイク・トーマス・ブラウン       | 5分3R終了 判定0-3                    | BodogFight: Clash of the Nations                                  | 2006年12月16日 |
| ×    | ジョー・スティーブンソン         | 2R終了時 TKO（ドクターストップ）     | UFC 61: Bitter Rivals                                             | 2006年7月8日   |
| ○    | 池本誠知                         | 2R（10分/5分）終了 判定3-0           | PRIDE 武士道 -其の拾-                                             | 2006年4月2日   |
| ×    | マーク・ホーミニック             | 2R 1:52 腕ひしぎ三角固め             | UFC 58: USA vs. Canada                                            | 2006年3月4日   |
| ×    | ヨアキム・ハンセン               | 2R（10分/5分）終了 判定1-2           | PRIDE 武士道 -其の九- 【ライト級トーナメント 1回戦】              | 2005年9月25日  |
| ○    | 三島☆ド根性ノ助                  | 1R 4:36 腕ひしぎ十字固め             | PRIDE 武士道 -其の七-                                             | 2005年5月22日  |
| ○    | エルメス・フランカ               | 5分3R終了 判定2-1                    | Euphoria: USA vs. World                                           | 2005年2月26日  |
| ○    | 小谷直之                         | 1R 3:10 TKO（パウンド）              | Euphoria: Road to the Titles 【ライト級トーナメント 1回戦】       | 2004年10月15日 |
| ○    | ジョシュ・トムソン               | 1R 4:32 KO（右ハイキック→パウンド）  | UFC 49: Unfinished Business                                       | 2004年8月21日  |
| ○    | エルメス・フランカ               | 5分3R終了 判定3-0                    | UFC 47: It's On                                                   | 2004年4月2日   |
| ○    | デシャウン・ジョンソン           | 5分3R終了 判定3-0                    | WEC 9: Cold Blooded                                               | 2004年1月16日  |
| ○    | ニック・アガラー                 | 2R 2:14 TKO（パウンド）              | UFC 45: Revolution                                                | 2003年11月21日 |
| ×    | 川尻達也                         | 5分3R終了 判定0-3                    | 修斗 世界三大チャンピオンシップ                                   | 2003年8月10日  |
| ○    | エディ・ルイス                   | 5分3R終了 判定3-0                    | UFC 43: Meltdown                                                  | 2003年6月6日   |
| ○    | リッチ・クレメンティ             | 3R 4:07 チョークスリーパー           | UFC 41: Onslaught                                                 | 2003年2月28日  |
| ○    | 八隅孝平                         | 1R 0:20 KO（パンチ）                 | HOOKnSHOOT: New Wind                                              | 2002年9月7日   |
| ○    | ジョー・ペリーニ                 | 1R 1:19 TKO（負傷）                  | UFC 37.5: As Real As It Gets                                      | 2002年6月22日  |
| ×    | 宇野薫                           | 5分3R終了 判定0-3                    | UFC 37: High Impact                                               | 2002年5月10日  |
| ○    | カルター・ギル                   | 2R 2:49 ヒールホールド               | Shogun 1                                                          | 2001年12月15日 |
| ×    | マット・セラ                     | 5分3R終了 判定1-2                    | UFC 33: Victory in Vegas                                          | 2001年9月28日  |
| ○    | アーロン・ライリー               | 5分3R終了 判定3-0                    | HOOKnSHOOT: Showdown 【HnSミドル級タイトルマッチ】                | 2001年7月14日  |
| △    | CJ・フェルナンデス               | 5分3R終了 判定                       | HOOKnSHOOT: Masters                                               | 2001年5月26日  |
| ○    | ジェフ・リンゼイ                 | 1R 1:41 KO（パンチ）                 | Renegades Extreme Fighting                                        | 2001年3月23日  |
| ○    | ボーン・サヤボンガ               | 1R 1:04 チョークスリーパー           | Renegades Extreme Fighting                                        | 2001年3月23日  |
| ×    | ジェレミー・ウィリアムス         | 5分3R終了 判定1-2                    | KOTC 7: Wet and Wild                                              | 2001年2月24日  |
| ○    | デビッド・ハリス                 | 1R 腕ひしぎ十字固め                  | Bushido 1                                                         | 2001年1月18日  |
| ○    | スコット・ビルズ                 | 1R 4:31 TKO（パンチ連打）            | HOOKnSHOOT: Fusion                                                | 2000年11月18日 |
| ○    | ダニー・ベネット                 | 1R 3:03 チョークスリーパー           | KOTC 5: Cage Wars                                                 | 2000年9月6日   |
| ○    | セドリック・マークス             | 1R 1:45 腕ひしぎ十字固め             | Extreme Shootout                                                  | 2000年7月15日  |
| ○    | ピート・スプラット               | 1R 三角絞め                          | Renegades Extreme Fighting                                        | 2000年7月15日  |
| ○    | アンディ・モックラー             | 2R 1:32 TKO（パウンド）              | HOOKnSHOOT: Meltdown                                              | 2000年6月10日  |
| ×    | 佐藤ルミナ                       | 1R 0:18 スリーパーホールド           | SuperBrawl 17                                                     | 2000年4月15日  |
| ○    | ステイシー・コグリン             | 1R 2:00 TKO（パンチ連打）            | Armageddon 2                                                      | 1999年11月23日 |
| ○    | アーロン・ライリー               | 20分1R終了 判定3-0                   | HOOKnSHOOT: Texas Heat                                            | 1999年10月2日  |
| ○    | シャノン・"ザ・キャノン"・リッチ | 1R 2:39 チョークスリーパー           | Armageddon 1                                                      | 1999年8月23日  |
| ×    | ネイサン・マーコート             | 1R 3:04 ヒールホールド               | Bas Rutten Invitational 4 【1回戦】                               | 1999年8月14日  |
| ○    | アンソニー・ホリデー             | 1R 1:08 TKO（ドクターストップ）      | Extreme Shootout                                                  | 1999年6月25日  |
| ○    | トーマス・デニー                 | 1R 3:09 ギブアップ                   | West Coast NHB Championships 2                                    | 1999年2月28日  |
| ○    | ルイ・セルセデス                 | 1R 3:38 TKO（カット）                | West Coast NHB Championships 1                                    | 1998年12月8日  |
| ×    | ファビアノ・イハ                 | 1R 3:56 腕ひしぎ十字固め             | Extreme Challenge 22                                              | 1998年11月21日 |
| ○    | ラファエル・パーランガー         | 1R 3:25 チョークスリーパー           | Power Ring Warriors                                               | 1998年11月7日  |
| ○    | ティム・ホートン                 | 1R 9:15 TKO（パンチ連打）            | World Shoot Wrestling                                             | 1998年6月12日  |
| ×    | ジョー・ハーリー                 | 15分1R終了 判定0-3                   | World Pankration Championships 2                                  | 1998年1月6日   |
| ○    | トッド・ジャスティス             | 1R 5:46 チョークスリーパー           | World Pankration Championships 1                                  | 1997年10月26日 |

## 獲得タイトル
- 第2代HOOKnSHOOTミドル級王座（2001年）

## 表彰
- UFC ファイト・オブ・ザ・ナイト（2回）
- UFC ノックアウト・オブ・ザ・ナイト（1回）
- UFC サブミッション・オブ・ザ・ナイト（1回）

## 出演
- ウォーリアー（2011年）
- エンド・オブ・ホワイトハウス（2013年）
- アリータ: バトル・エンジェル（2019年）